# 7e étape du Tour d'Espagne 2003
Pour un article plus général, voir Tour d'Espagne 2003.
La 7e étape du Tour d'Espagne 2003 a eu lieu le 12 septembre 2003 entre la ville de Huesca et la ville française de Cauterets,  sur une distance de 190 km. C'est la première véritable étape de montagne de cette édition. Elle a été remportée par le Danois Michael Rasmussen (Rabobank). Il devance le Colombien Félix Cárdenas (Labarca-2-Café Baqué) et l'Espagnol Manuel Beltrán (US Postal Service-Berry Floor). Malgré une vingt-quatrième place à l'arrivée, Isidro Nozal (ONCE-Eroski) conserve son maillot or de leader du classement général à l'issue de l'étape.

## Classement de l'étape
| \| Classement de l'étape \| Classement de l'étape \| Classement de l'étape \| Classement de l'étape \| Classement de l'étape \| \| Coureur \| Coureur \| Pays \| Équipe \| Temps \| \| --------------------- \| --------------------- \| --------------------- \| ------------------------------- \| --------------------- \| \| 1er \| Michael Rasmussen \| Danemark \| Rabobank \| 5 h 01 min 14 s \| \| 2e \| Félix Cárdenas \| Colombie \| Labarca-2-Café Baqué \| + 55 s \| \| 3e \| Manuel Beltrán \| Espagne \| US Postal Service-Berry Floor \| + 59 s \| \| 4e \| Luis Pérez Rodríguez \| Espagne \| Cofidis-Le Crédit par Téléphone \| + 1 min 08 s \| \| 5e \| Unai Osa \| Espagne \| iBanesto.com \| + 1 min 10 s \| \| 6e \| Dario Frigo \| Italie \| Fassa Bortolo \| + 1 min 17 s \| \| 7e \| Francisco Mancebo \| Espagne \| iBanesto.com \| + 1 min 24 s \| \| 8e \| Alejandro Valverde \| Espagne \| Kelme-Costa Blanca \| + 1 min 26 s \| \| 9e \| Félix García Casas \| Espagne \| Team Bianchi \| + 1 min 26 s \| \| 10e \| Roberto Heras \| Espagne \| US Postal Service-Berry Floor \| + 1 min 29 s \| |                      |          |                                 |                 |
| |                      |          |                                 |                 |
| |                      |          |                                 |                 |
| Classement de l'étape |                      |          |                                 |                 |
| Coureur | Coureur              | Pays     | Équipe                          | Temps           |
| 1er | Michael Rasmussen    | Danemark | Rabobank                        | 5 h 01 min 14 s |
| 2e | Félix Cárdenas       | Colombie | Labarca-2-Café Baqué            | + 55 s          |
| 3e | Manuel Beltrán       | Espagne  | US Postal Service-Berry Floor   | + 59 s          |
| 4e | Luis Pérez Rodríguez | Espagne  | Cofidis-Le Crédit par Téléphone | + 1 min 08 s    |
| 5e | Unai Osa             | Espagne  | iBanesto.com                    | + 1 min 10 s    |
| 6e | Dario Frigo          | Italie   | Fassa Bortolo                   | + 1 min 17 s    |
| 7e | Francisco Mancebo    | Espagne  | iBanesto.com                    | + 1 min 24 s    |
| 8e | Alejandro Valverde   | Espagne  | Kelme-Costa Blanca              | + 1 min 26 s    |
| 9e | Félix García Casas   | Espagne  | Team Bianchi                    | + 1 min 26 s    |
| 10e | Roberto Heras        | Espagne  | US Postal Service-Berry Floor   | + 1 min 29 s    |

## Classement général
| \| Classement général \| Classement général \| Classement général \| Classement général \| Classement général \| \| Coureur \| Coureur \| Pays \| Équipe \| Temps \| \| ------------------ \| ------------------------- \| ------------------ \| ----------------------------- \| ------------------ \| \| 1er \| Isidro Nozal \| Espagne \| ONCE-Eroski \| 20 h 08 min 37 s \| \| 2e \| Manuel Beltrán \| Espagne \| US Postal Service-Berry Floor \| + 55 s \| \| 3e \| Igor González de Galdeano \| Espagne \| ONCE-Eroski \| + 1 min 21 s \| \| 4e \| Dario Frigo \| Italie \| Fassa Bortolo \| + 3 min 07 s \| \| 5e \| Roberto Heras \| Espagne \| US Postal Service-Berry Floor \| + 3 min 18 s \| \| 6e \| Francisco Mancebo \| Espagne \| iBanesto.com \| + 3 min 40 s \| \| 7e \| Aitor González \| Espagne \| Fassa Bortolo \| + 4 min 00 s \| \| 8e \| Alejandro Valverde \| Espagne \| Kelme-Costa Blanca \| + 4 min 03 s \| \| 9e \| Michael Rasmussen \| Danemark \| Rabobank \| + 4 min 24 s \| \| 10e \| Unai Osa \| Espagne \| iBanesto.com \| + 4 min 34 s \| |                           |          |                               |                  |
| |                           |          |                               |                  |
| |                           |          |                               |                  |
| Classement général |                           |          |                               |                  |
| Coureur | Coureur                   | Pays     | Équipe                        | Temps            |
| 1er | Isidro Nozal              | Espagne  | ONCE-Eroski                   | 20 h 08 min 37 s |
| 2e | Manuel Beltrán            | Espagne  | US Postal Service-Berry Floor | + 55 s           |
| 3e | Igor González de Galdeano | Espagne  | ONCE-Eroski                   | + 1 min 21 s     |
| 4e | Dario Frigo               | Italie   | Fassa Bortolo                 | + 3 min 07 s     |
| 5e | Roberto Heras             | Espagne  | US Postal Service-Berry Floor | + 3 min 18 s     |
| 6e | Francisco Mancebo         | Espagne  | iBanesto.com                  | + 3 min 40 s     |
| 7e | Aitor González            | Espagne  | Fassa Bortolo                 | + 4 min 00 s     |
| 8e | Alejandro Valverde        | Espagne  | Kelme-Costa Blanca            | + 4 min 03 s     |
| 9e | Michael Rasmussen         | Danemark | Rabobank                      | + 4 min 24 s     |
| 10e | Unai Osa                  | Espagne  | iBanesto.com                  | + 4 min 34 s     |

## Classements annexes
| Classement par points | Classement par points     | Classement par points | Classement par points           | Classement par points |
| Coureur               | Coureur                   | Pays                  | Équipe                          | Points                |
| --------------------- | ------------------------- | --------------------- | ------------------------------- | --------------------- |
| 1er                   | Alessandro Petacchi       | Italie                | Fassa Bortolo                   | 50 pts                |
| 2e                    | Isidro Nozal              | Espagne               | ONCE-Eroski                     | 47 pts                |
| 3e                    | Igor González de Galdeano | Espagne               | ONCE-Eroski                     | 45 pts                |
| 4e                    | Luis Pérez Rodríguez      | Espagne               | Cofidis-Le Crédit par Téléphone | 44 pts                |
| 5e                    | Erik Zabel                | Allemagne             | Telekom                         | 42 pts                |

| Classement par points | Classement par points     | Classement par points | Classement par points           | Classement par points |
| Coureur               | Coureur                   | Pays                  | Équipe                          | Points                |
| --------------------- | ------------------------- | --------------------- | ------------------------------- | --------------------- |
| 1er                   | Alessandro Petacchi       | Italie                | Fassa Bortolo                   | 50 pts                |
| 2e                    | Isidro Nozal              | Espagne               | ONCE-Eroski                     | 47 pts                |
| 3e                    | Igor González de Galdeano | Espagne               | ONCE-Eroski                     | 45 pts                |
| 4e                    | Luis Pérez Rodríguez      | Espagne               | Cofidis-Le Crédit par Téléphone | 44 pts                |
| 5e                    | Erik Zabel                | Allemagne             | Telekom                         | 42 pts                |

| Classement de la montagne | Classement de la montagne | Classement de la montagne | Classement de la montagne       | Classement de la montagne |
| Coureur                   | Coureur                   | Pays                      | Équipe                          | Points                    |
| ------------------------- | ------------------------- | ------------------------- | ------------------------------- | ------------------------- |
| 1er                       | Félix Cárdenas            | Colombie                  | Labarca-2-Café Baqué            | 86 pts                    |
| 2e                        | Luis Pérez Rodríguez      | Espagne                   | Cofidis-Le Crédit par Téléphone | 58 pts                    |
| 3e                        | Michael Rasmussen         | Danemark                  | Rabobank                        | 33 pts                    |
| 4e                        | Joan Horrach              | Espagne                   | Milaneza-MSS                    | 23 pts                    |
| 5e                        | Isidro Nozal              | Espagne                   | ONCE-Eroski                     | 23 pts                    |

| Classement de la montagne | Classement de la montagne | Classement de la montagne | Classement de la montagne       | Classement de la montagne |
| Coureur                   | Coureur                   | Pays                      | Équipe                          | Points                    |
| ------------------------- | ------------------------- | ------------------------- | ------------------------------- | ------------------------- |
| 1er                       | Félix Cárdenas            | Colombie                  | Labarca-2-Café Baqué            | 86 pts                    |
| 2e                        | Luis Pérez Rodríguez      | Espagne                   | Cofidis-Le Crédit par Téléphone | 58 pts                    |
| 3e                        | Michael Rasmussen         | Danemark                  | Rabobank                        | 33 pts                    |
| 4e                        | Joan Horrach              | Espagne                   | Milaneza-MSS                    | 23 pts                    |
| 5e                        | Isidro Nozal              | Espagne                   | ONCE-Eroski                     | 23 pts                    |

| Classement du combiné | Classement du combiné | Classement du combiné | Classement du combiné           | Classement du combiné |
| Coureur               | Coureur               | Pays                  | Équipe                          | Points                |
| --------------------- | --------------------- | --------------------- | ------------------------------- | --------------------- |
| 1er                   | Isidro Nozal          | Espagne               | ONCE-Eroski                     | 8 pts                 |
| 2e                    | Luis Pérez Rodríguez  | Espagne               | Cofidis-Le Crédit par Téléphone | 17 pts                |
| 3e                    | Michael Rasmussen     | Danemark              | Rabobank                        | 20 pts                |
| 4e                    | Félix Cárdenas        | Colombie              | Labarca-2-Café Baqué            | 26 pts                |
| 5e                    | Manuel Beltrán        | Espagne               | US Postal Service-Berry Floor   | 28 pts                |

| Classement du combiné | Classement du combiné | Classement du combiné | Classement du combiné           | Classement du combiné |
| Coureur               | Coureur               | Pays                  | Équipe                          | Points                |
| --------------------- | --------------------- | --------------------- | ------------------------------- | --------------------- |
| 1er                   | Isidro Nozal          | Espagne               | ONCE-Eroski                     | 8 pts                 |
| 2e                    | Luis Pérez Rodríguez  | Espagne               | Cofidis-Le Crédit par Téléphone | 17 pts                |
| 3e                    | Michael Rasmussen     | Danemark              | Rabobank                        | 20 pts                |
| 4e                    | Félix Cárdenas        | Colombie              | Labarca-2-Café Baqué            | 26 pts                |
| 5e                    | Manuel Beltrán        | Espagne               | US Postal Service-Berry Floor   | 28 pts                |

| Classement par équipes | Classement par équipes          | Classement par équipes | Classement par équipes |
| Équipe                 | Équipe                          | Pays                   | Temps                  |
| ---------------------- | ------------------------------- | ---------------------- | ---------------------- |
| 1re                    | ONCE-Eroski                     | Espagne                | 60 h 31 min 27 s       |
| 2e                     | iBanesto.com                    | Espagne                | + 7 min 07 s           |
| 3e                     | Euskaltel-Euskadi               | Espagne                | + 7 min 16 s           |
| 4e                     | Kelme-Costa Blanca              | Espagne                | + 11 min 07 s          |
| 5e                     | Cofidis-Le Crédit par Téléphone | France                 | + 11 min 37 s          |

| Classement par équipes | Classement par équipes          | Classement par équipes | Classement par équipes |
| Équipe                 | Équipe                          | Pays                   | Temps                  |
| ---------------------- | ------------------------------- | ---------------------- | ---------------------- |
| 1re                    | ONCE-Eroski                     | Espagne                | 60 h 31 min 27 s       |
| 2e                     | iBanesto.com                    | Espagne                | + 7 min 07 s           |
| 3e                     | Euskaltel-Euskadi               | Espagne                | + 7 min 16 s           |
| 4e                     | Kelme-Costa Blanca              | Espagne                | + 11 min 07 s          |
| 5e                     | Cofidis-Le Crédit par Téléphone | France                 | + 11 min 37 s          |